# Abd al-Malik
Abd al-Malik ist ein arabischer männlicher Vor- oder Nachname. Es existieren zwei Formen in mehreren Umschriftvarianten:
Das a in Malik ist kurz: arabisch عبد الملك, DMG ʿAbd al-Malik, „Diener des Königs“, d. h. Gottes
Namensträger:
- Abd al-Malik (Umayyaden) (646–705), Kalif der Umayyaden in Damaskus
- Abd al-Malik (1002–1008), oberster Feldherr im Kalifat von Córdoba
- Abd al-Malik II., Herrscher aus der Samaniden-Dynastie
- Abu Marwan Abd al-Malik († 1578), Sultan der Saadier in Marokko
- Abdulmalik Achmedilow (1975/1976–2009), russischer Journalist
- Abdülmelik Fırat (1934–2009), kurdischer Politiker
- Abdel Malik Mansour (* 1952), jemenitischer Politiker und Diplomat
- Ahmed Abdul-Malik (1927–1993), amerikanischer Jazzmusiker
- Abd al Malik (* 1975), französischer Rapper und Slampoet

Das a in Malik ist lang: عبد المالك, ʿAbd al-Mālik, „Diener des Besitzers“, d. h. Gottes
Namensträger:
- Abdolmalek Rigi (1979–2010), Führer der sunnitischen terroristischen Vereinigung Dschundollah im Iran
- Abdelmalek Benhabyles (1921–2018), algerischer Politiker
- Abdelmalek Madani (* 1983), algerischer Straßenradrennfahrer
- Abdelmalek Ziaya (* 1984), algerischer Fußballspieler